# ساندي مولينغ
ساندي مولينغ (بالألمانية: Sandy Mölling)‏ (ولدت في 27 أبريل 1981) مغنية، كاتبة اغاني، ممثلة وشخصية تلفزيونية ألمانية. اشتهرت باعتبارها أحد أعضاء فرقة الفتيات الغنائية نو أنجلس ، التي تشكلت في عام 2000 وظهرت على شاشة التلفزيون الألماني في برنامج المواهب بوبستارز.

## روابط خارجية
- Sandy-Moelling.com (بالألمانية)

- ساندي مولينغ على موقع IMDb (الإنجليزية)
- ساندي مولينغ على موقع ألو سيني (الفرنسية)
- ساندي مولينغ على موقع ميوزك برينز (الإنجليزية)
- ساندي مولينغ على موقع ميوزك برينز (الإنجليزية)
- ساندي مولينغ على موقع ديسكوغز (الإنجليزية)
- ساندي مولينغ على موقع قاعدة بيانات الفيلم (الإنجليزية)